# Ron Hulst
Anthony Jacques Ronald Lambert (Ron) Hulst (Utrecht, 20 december 1959) is een Nederlands synthetisch-, organisch- en fysisch chemicus. Hij was hoogleraar in de medicinale chemie.
Hulst groeide op in Zuidlaren, een brinkdorp in de kop van Drenthe. Hij is de zoon van (radio)journalist Ton Hulst (1939-1983), broer van de schrijvers/journalisten Hans Hulst en Auke Hulst alsmede een neef van de schrijver Wiecher Hulst.
Hij promoveerde met de dissertatie New Methods for the Enantiomeric Excess Determination using NMR (1994, Rijksuniversiteit Groningen, onder promotorschap van hoogleraar Ben Feringa), waarbij hij zich baseerde op een onderzoek dat hij uitvoerde naar nieuwe methodes ter bepaling van de enantiomere samenstelling van wateroplosbare chirale materialen, daarbij gebruikmakend van kernspinresonantie (NMR). 
Hulst is (co-)auteur van vele wetenschappelijke artikelen en bezit enkele patenten. Hij ontving prijzen op het gebied van (bio-)organische synthese, katalyse, chiraliteit, ontwikkeling van nieuwe NMR-methoden, alsmede op het gebied van de gentherapie, medicinale en polymeerchemie. 